# HD72976
HD72976 — хімічно пекулярна зоря спектрального класу B9, що має видиму зоряну величину в смузі V приблизно  7,5.
Вона  розташована на відстані близько 1156,6 світлових років від Сонця.

## Пекулярний хімічний склад
Зоряна атмосфера HD72976 має підвищений вміст 
Si
.